# کاندیداهای هزار امید
کاندیداهای هزار امید (به ترکی: Bin Umut Adayları) یک ائتلاف انتخاباتی بود که در تدارک برای انتخابات سراسری ترکیه در سال ۲۰۰۷ بین چهار حزب چپ‌گرا شکل گرفت. این ائتلاف با معرفی نامزدهایی از احزاب مشارکت‌کننده به عنوان نامزد مستقل با هدف عبور از حد نصاب انتخاباتی ۱۰ درصد که برای کسب کرسی در مجلس ملی کبیر ترکیه ضروری است در رقابت‌های انتخاباتی شرکت کرد. نامزدهای ائتلاف کاندیداهای هزار امید در مجموع ۱،۳۳۴،۵۱۸ رأی و ۲۲ کرسی در انتخابات به دست آوردند.
حزب جامعهٔ دموکراتیک که از حقوق کردها حمایت می‌کرد، حزب آزادی و همبستگی با گرایش سوسیالیسم لیبرترین، حزب کار و حزب دموکراسی سوسیالیستی در نبود چشم‌اندازی واقع‌گرایانه برای به دست آوردن نمایندگانی در پارلمان به دلیل حد نصاب ۱۰ درصدی به یکدیگر پیوستند و تصمیم گرفتند که نامزدهای‌شان را در ائتلافی مشترک معرفی کنند و از این رو ائتلاف هزار امید را به وجود آوردند. این ائتلاف اعلام کرد که نامزدهایش افرادی را شامل می‌شود که می‌توانند مطالبهٔ احزاب چپ را به سطح عمومی بکشانند و از حمایت سایر نامزدهای جناح چپی برخوردار بشوند که بخشی از ائتلاف احزاب چهارگانه نیستند. ائتلاف هزار امید ۶۵ نامزد را در ۴۰ استان معرفی کرد. حزب کار و حزب آزادی و همبستگی در بقیهٔ ۴۱ استان نامزدهای خودشان را معرفی کردند اما آرایی بسیار کم‌تر از حد نصاب انتخاباتی ۱۰ درصدی به دست آوردند.
ائتلاف کاندیداهای هزار امید همچنین در حمایت از حقوق اقلیت‌ها کمپینی را با عنوان کردها خواهان صلح هستند به راه انداخت. بخش‌هایی از جامعه همچون جامعهٔ ال‌جی‌بی‌تی که ائتلاف اعلام کرده‌بود که تحت تبعیض و سرکوب قرار دارند نقش مهمی در کمپین انتخاباتی ائتلاف بازی کردند. منتقدان ائتلاف هزار امید را به دلیل حضور حزب جامع دموکراتیک که بزرگترین حزب در میان احزاب چهارگانه بود به ملی‌گرایی کردی منسوب کردند.
چهار سال بعد ائتلاف مشابه دیگری با عنوان کار، دموکراسی و آزادی در تدارک برای انتخابات سراسری سال ۲۰۱۱ شکل گرفت.

## عملکرد در انتخابات

### نتایج
| عملکرد ائتلاف کاندیداهای هزار امید در انتخابات سراسری ۲۰۰۷ | عملکرد ائتلاف کاندیداهای هزار امید در انتخابات سراسری ۲۰۰۷ | عملکرد ائتلاف کاندیداهای هزار امید در انتخابات سراسری ۲۰۰۷ | عملکرد ائتلاف کاندیداهای هزار امید در انتخابات سراسری ۲۰۰۷ | عملکرد ائتلاف کاندیداهای هزار امید در انتخابات سراسری ۲۰۰۷ | عملکرد ائتلاف کاندیداهای هزار امید در انتخابات سراسری ۲۰۰۷ | عملکرد ائتلاف کاندیداهای هزار امید در انتخابات سراسری ۲۰۰۷ | عملکرد ائتلاف کاندیداهای هزار امید در انتخابات سراسری ۲۰۰۷ | عملکرد ائتلاف کاندیداهای هزار امید در انتخابات سراسری ۲۰۰۷ | عملکرد ائتلاف کاندیداهای هزار امید در انتخابات سراسری ۲۰۰۷ |
| احزاب مشارکت‌کننده                                          | احزاب مشارکت‌کننده                                          | احزاب مشارکت‌کننده                                          | احزاب مشارکت‌کننده                                          | تعداد آرا                                                  | تعداد آرا                                                  | تعداد آرا                                                  | تعداد کرسی                                                 | تعداد کرسی                                                 | نقشه                                                       |
| حزب                                                        | حزب                                                        | رهبر                                                       | نامزدها                                                    | آرا                                                        | درصد                                                       | نوسان                                                      | منتخب                                                      | کرسی ±                                                     | نقشه                                                       |
| ---------------------------------------------------------- | ---------------------------------------------------------- | ---------------------------------------------------------- | ---------------------------------------------------------- | ---------------------------------------------------------- | ---------------------------------------------------------- | ---------------------------------------------------------- | ---------------------------------------------------------- | ---------------------------------------------------------- | ---------------------------------------------------------- |
|                                                            | حزب جامعه دموکراتیک                                        | احمد ترک                                                   | ۶۵                                                         | ۱،۳۳۴،۵۱۸                                                  | ۳/۸۱%                                                      | ۲/۴۲%                                                      | ۲۲ از ۵۵۰                                                  | ۲۲                                                         |                                                            |
|                                                            | حزب آزادی و همبستگی                                        | افق اوراس                                                  | ۶۵                                                         | ۱،۳۳۴،۵۱۸                                                  | ۳/۸۱%                                                      | ۲/۴۲%                                                      | ۲۲ از ۵۵۰                                                  | ۲۲                                                         |                                                            |
|                                                            | حزب دموکراسی سوسیالیستی                                    | آکین بیردال                                                | ۶۵                                                         | ۱،۳۳۴،۵۱۸                                                  | ۳/۸۱%                                                      | ۲/۴۲%                                                      | ۲۲ از ۵۵۰                                                  | ۲۲                                                         |                                                            |
|                                                            | حزب کار                                                    | عبدالله لونت توزل                                          | ۶۵                                                         | ۱،۳۳۴،۵۱۸                                                  | ۳/۸۱%                                                      | ۲/۴۲%                                                      | ۲۲ از ۵۵۰                                                  | ۲۲                                                         |                                                            |

- این جدول تنها آرای به دست آمده توسط کاندیدهای هزار امید را نشان می‌دهد که در ۴۰ استان فعالیت کرده‌اند. در بقیهٔ ۴۱ استان دیگر ترکیه، حزب آزادی و همبستگی و حزب کار نامزدهای خودشان را معرفی کرده‌اند. آرایی که این احزاب در استان‌های دیگری کسب کرده‌اند که بخشی از ائتلاف کاندیداهای هزار امید نبوده در این جدول نشان داده نشده‌است.
- نوسان و تغییر کرسی‌ها با عملکرد حزب جامعه دموکراتیک در انتخابات سراسری ۲۰۰۲ مقایسه شده‌است.
- استان‌هایی که ائتلاف کاندیداهای هزار امید در آن پیروز شده‌اند با رنگ بنفش در نقشه نشان داده‌شده‌اند.

## اعضای منتخب
۲۲ نفر از مجموع ۶۵ کاندیدای ائتلاف انتخاب شدند. در استان‌های تونج‌ایلی، دیاربکر، موش، ایغدیر، حکاری و شرناق مجموع آرای ترکیبی به دست‌آمده توسط کاندیداهای هزار امید بالاتر از هر حزب دیگر بود. نتایج تغییر مهمی را در چرخش رأی‌دهندگان به سمت حزب عدالت و توسعه (آ.ک.پ) نشان می‌داد که در منطقهٔ کردستان ترکیه در جنوب شرقی این کشور که محل پیروزی حزب دموکراتیک خلق در انتخابات سال ۲۰۰۲ بود، آرای بسیاری را به دست آورده‌بود. تنها ۲ نفر از ۲۲ کاندیدای منتخب هزار امید از استان‌هایی غیر از منطقهٔ جنوب شرقی بودند. آن دو تن افق اوراس و صباحت تونجل بودند که از به ترتیب از حوزهٔانتخاباتی یکم و سوم استانبول انتخاب شدند. جدول زیر توزیع اعضای احزاب جامعهٔ دموکراتیک، دموکراسی سوسیالیستی، کارگر و آزادی و همبستگی را در میان ۲۲ نامزد منتخب نشان می‌دهد.
| حزب | حزب                               | رهبر                              | منتخب     |
| --- | --------------------------------- | --------------------------------- | --------- |
|     | حزب جامعه دموکراتیک               | احمد ترک                          | ۲۰ از ۲۲  |
|     | حزب دموکراسی سوسیالیستی           | آکین بیردال                       | ۱ از ۲۲   |
|     | حزب آزادی و همبستگی               | افق اوراس                         | ۱ از ۲۲   |
|     | حزب کار                           | عبدالله لونت توزل                 | ۰ از ۲۲   |
|     | مجموع ائتلاف کاندیداهای هزار امید | مجموع ائتلاف کاندیداهای هزار امید | ۲۲ از ۵۵۰ |

فهرست کامل اعضای منتخب تحت عنوان هزار امید به شرح زیر است:
| عضو منتخب | عضو منتخب         | حزب                     | حوزه‌های انتخابیه | سهم از آرا |
| --------- | ----------------- | ----------------------- | ---------------- | ---------- |
|           | احمد ترک          | حزب جامعه دموکراتیک     | ماردین           | ۱۹/۳۵%     |
|           | آکین بیردال       | حزب دموکراسی سوسیالیستی | دیاربکر          | ۱۱/۷۸%     |
|           | آیلا آکات آتا     | حزب جامعه دموکراتیک     | باتمان           | ۱۹/۷۸%     |
|           | آیسل توغلوک       | حزب جامعه دموکراتیک     | دیاربکر          | ۹/۴۴%      |
|           | بنگی یلدیز        | حزب جامعه دموکراتیک     | باتمان           | ۱۹/۳۰%     |
|           | امینه آینا        | حزب جامعه دموکراتیک     | ماردین           | ۱۵/۵۷%     |
|           | فاطما کوتولان     | حزب جامعه دموکراتیک     | وان              | ۱۱/۸۰%     |
|           | گولتن کیشاناک     | حزب جامعه دموکراتیک     | دیاربکر          | ۱۲/۵۹%     |
|           | حامد گیلانی       | حزب جامعه دموکراتیک     | حکاری            | ۱۷/۵۸%     |
|           | حسیب کاپلان       | حزب جامعه دموکراتیک     | شرناق            | ۲۴/۱۸%     |
|           | ابراهیم بینیجی    | حزب جامعه دموکراتیک     | شانلی‌اورفه       | ۶/۱۱%      |
|           | محمد نظیر کاراباش | حزب جامعه دموکراتیک     | بیتلیس           | ۱۶/۰۴%     |
|           | محمد نوری یامان   | حزب جامعه دموکراتیک     | موش              | ۱۶/۸۳%     |
|           | افق اوراس         | حزب آزادی و همبستگی     | استانبول یکم     | ۳/۷۴%      |
|           | عثمان اوزچلیک     | حزب جامعه دموکراتیک     | سعرد             | ۲۴/۵۹%     |
|           | اوزدال اوچر       | حزب جامعه دموکراتیک     | وان              | ۱۱/۲۰%     |
|           | پروین بولدان      | حزب جامعه دموکراتیک     | ایغدیر           | ۲۶/۹۰%     |
|           | صباحت تونجل       | حزب جامعه دموکراتیک     | استانبول سوم     | ۴/۵۴%      |
|           | صلاح‌الدین دمیرتاش | حزب جامعه دموکراتیک     | دیاربکر          | ۹/۷۴%      |
|           | سواحیر بایندر     | حزب جامعه دموکراتیک     | شرناق            | ۲۹/۴۷%     |
|           | سری ساکیک         | حزب جامعه دموکراتیک     | موش              | ۱۶/۹۰%     |
|           | شرف‌الدین هالیس    | حزب جامعه دموکراتیک     | تونج‌ایلی         | ۲۷/۱۴%     |

### آرایی که توسط احزاب مشارکت‌کننده در دیگر مناطق به دست آمد
حزب کار و حزب آزادی و همبستگی هر دو به صورت حزبی نامزدهایی را در حوزه‌های انتخابیه‌ای که ائتلاف کاندیداهای هزار امید فهرستی معرفی نکرده‌بودند معرفی کردند. سهم این احزاب از کل آرا در این مناطق به صورت زیر بوده‌است:
| حزب | حزب                 | تعداد آرا | تعداد آرا | تعداد آرا | تعداد کرسی | تعداد کرسی |
| حزب | حزب                 | آرا       | درصد      | نوسان     | منتخب      | کرسی ±     |
| --- | ------------------- | --------- | --------- | --------- | ---------- | ---------- |
|     | حزب آزادی و همبستگی | ۵۲,۰۵۵    | ۰/۱۵%     | ۰/۱۹%     | ۰          | ۰          |
|     | حزب کار             | ۲۶,۲۹۲    | ۰/۰۸%     | ۰/۰۸%     | ۰          | ۰          |